# Гуштерача
Гуштерача, позната и под називом панкреас, је веома важна жлезда у систему органа за варење и ендокриног система кичмењака. Дугачка је отприлике 15 cm, дугуљастог облика и пљосната. Код људи се налази у абдомену иза желуца и функционише као жлезда. Панкреас је мешовита или хетерокрина жлезда, односно има и ендокрину и дигестивну егзокрину функцију. Удоео од 99% панкреаса је егзокрин, а 1% ендокрино. Као ендокрина жлезда, функционише углавном да регулише ниво шећера у крви, лучећи хормоне инсулин, глукагон, соматостатин и полипептид панкреаса. Као део дигестивног система, функционише као егзокрина жлезда која излучује сок панкреаса у дуоденум кроз канал панкреаса. Овај сок садржи бикарбонат, који неутралише киселину која улази у дуоденум из желуца; и дигестивне ензиме, који разграђују угљене хидрате, протеине и масти у храни која улази у дуоденум из желуца.

## Грађа
Састоји се од:
1. главе (caput pancreatis) са продужетком (processus uncinatus)
2. средњег дела, тела (corpus pancreatis) и
3. дугачког, суженог дела, репа (cauda pancreatis).

Тежине је између 50 и 150 g. Добро је заштићена и смештена дубоко у горњем делу стомака, ретроперитонеално, у висини другог лумбалног пршљена иза желуца и дванаестопалачног црева, непосредно испред кичме.

## Ембрионални развој
Панкреас настаје из једног трбушног вентралног и једног леђног дорзалног дела. У току развоја прелази вентрални део заједно са делом жучног пута (ductus choledochus) на дорзалну страну и сједињује се са дорзалним делом.

## Функција
Гуштерача обавља двоструку улогу:
1. излучује сокове потребне за прераду хране у цревима, који се мешају са жучи из јетре. То је егзокрина функција гуштераче;
2. у крв лучи хормоне, који делују у другим деловима тела, што представља ендокрину функцију гуштераче.

Егзокрина функција се огледа у лучењу панкреасног сока који се преко Вирсунговог изводног канала излива у нисходни део дванаестопалачног црева. Поред овог главног изводног канала постоји још један помоћни, Санторинијев изводни канал. Вирсунгов канал се најчешће сједињује са главним жучним путем (Ducus choledochus). На месту где се ови изводни канали уливају у силазни део дуоденума постоји мала избочина (papilla duodeni), око које се налазе мишићна влакна, која граде Одијев сфинктер, мишић који регулише ослобађање жучи и панкреасног сока.
Дневно панкреас човека излучи око 2000 ml сока. Основни састојци панкреасног сока су ензими за варење хране и најважнији међу њима су:
- трипсин,
- химотрипсин,
- липаза и
- амилаза.

Егзокрини панкреас секретује још и фосфолипазу, еластазу и рибонуклеазу.
Трипсин и химотрипсин учествују у варењу протеина па се излучују у неактивном облику, као трипсиноген и химотрипсиноген, да би се активирали тек када доспеју у танко црево. То су такозвани зимогени ензими. Прво се помоћу цревне ентерокиназе активира почетна, мала количина трипсиногена па затим он активира преосталу количину како трипсиногена тако и химотрипсиногена. Липаза се, такође, излучује у неактивног облику, а активира се тек у танком цреву помоћу жучи (ствара се у јетри и преко жучних канала доспава у дуоденум). Липаза делује само на емулговане масти, а да би се оне емулговале неопходна је жуч. Амилаза разлаже скроб.

### Егзокрина функција и њена регулација
Постоје три фазе у регулацији лучења панкреасног сока:
1. Цефалична фаза:
  - мирис хране
  - укус хране
  - изглед јела - визуелна компонента изазива лучење панкреасног сока преко дејства нерва вагуса али хормон холецистокинин утиче на ове процесе
2. Желудачна фаза - ширење зида желуца под утицајем хране активира вагус, а такође и покреће перисталтичку реакцију (перисталтика) уз помоћ безусловних рефлекса.
3. Цревна фаза

Лучење панкреасног сока врши се само после доспевања хране у дуоденум, а свој максимум достиже три сата по уношењу хране. То лучење је под утицајем хормона секретина кога стварају жлезде танког црева када садржај из желуца доспе у њега. Секретин из танког црева крвљу доспева у панкреас где изазива лучење панкреасног сока богатог водом и бикарбонатима. На лучење овог сока утиче још један хормон, холецистокинин-панкреозимин. Овај ензим релаксира Одијев сфинктер, што омогућава секрецију панкреасног сока и жучи, али и стимулише панкреас на лучење сока богатог ензимима. Уједно холецистокинин инхибира активност желуца, што, омогућава да се храна која је доспела из желуца у дуоденум адекватно свари.
Поред хормоналне регулације, панкреасни сок се лучи и деловањем безусловних рефлекса (поглед на храну, мирис хране изазивају ту секрецију).

## Ендокрина функција и њена регулација
Ендокрина функција панкреаса огледа се у раду ендокриних ћелија груписаних у тзв. Лангерхансова острвца. Ова острвца су разбацана по егзокрином панкреасу и смештена су између његових мешкова. Највише их има у репу панкреаса.
Ова острвца се састоје из три типа ћелија: алфа, бета и делта. Бета ћелије излучују хормон инсулин (лат. insula - острво), док алфа излучују глукагон. Инсулин и глукагон су са антагонистичким дејством: док инсулин смањује концентрацију глукозе у крви, глукагон је повећава.
Делта ћелије луче хормон соматостатин који инхибира секрецију осталих хормона.
Такође панкреас секретује још један хормон амилин, који регулише брзину ресорпције у гастроинтестиналоом систему.
Повећана концентрација глукозе (шећера) у крви доводи до појачаног лучења инсулина па он смањује ниво шећера у крви. Када се ниво глукозе смањи на нормалу, смањује се и лучење инсулина. Међутим, када се инсулин недовољно излучује или постоји резистенција на њега долази до нагомилавања глукозе у крви, тј. хипергликемије (вредности веће од 6,66 mmol/l) што доводи до шећерне болести (diabetes mellitus).

## Поремећаји функције панкреаса
1. Акутно запаљење панкреаса (pankreatitis akuta. Постоје различите форме:
  - серозни,
  - егзудативни,
  - хеморагични,
  - некротични
2. Хронично запаљење панкраса-pankreatitis chronica
3. Рак, карцином панкреаса
4. Аденом ендокриног панкреса:
  - инсулином
  - глукагоном
  - гастрином (Синдром Золингер-Елисон)
  - ВИП-ом, БИП-базоактивни интестинални пептид
  - Соматостатином
5. Развојне аномалије панкреаса:
  - подељени панкреас
  - прстенасти панкреас
  - ектопички панкреас
6. Дијабетес тип један (diabetes mellitus typ I)

## Историја
Панкреас је први идентификовао Херофил (335–280 пне), грчки анатом и хирург. Неколико стотина година касније, Руфус из Ефеса, још један грчки анатом, дао је име панкреасу. Етимолошки, термин „панкреас“, модерна латинска адаптација грчке речи πάγκρεας, [πᾶν („све“, „цео“) и κρέας („месо“)], изворно значи слатки хлеб, иако дословно значи само-месо, вероватно због његове месне конзистенције. Тек 1889. године Оскар Минковски је открио да је уклањање панкреаса псу довело до тога да он постане дијабетичан. Инсулин су касније изоловали из панкреасних острваца Фредерик Бантинг и Чарлс Херберт Бест 1921. године.
Променио се и начин на који се посматра ткиво панкреаса. Раније је гледано коришћењем једноставних метода бојења као што су Х&Е бојење. Сада се имунохистохемија може користити за лакше разликовање типова ћелија. Ово укључује видљива антитела на производе одређених типова ћелија, и помаже да се лакше идентификују типови ћелија као што су алфа и бета ћелије.